# The Gadget
The Gadget (in italiano "l'arnese") fu il nome in codice della prima bomba atomica realizzata e costruita nell'ambito del progetto Manhattan che fu fatta poi esplodere con successo nel primo test nucleare della storia. Tale dispositivo era un prototipo che sarebbe servito a testare le diverse tecnologie che sarebbero in seguito state impiegate per la realizzazione delle prime armi nucleari. A differenza di Little Boy, per questa bomba (il cui nocciolo era composto da due semisfere di plutonio) fu sviluppato un apposito meccanismo "a lente d'implosione".

## Sviluppo

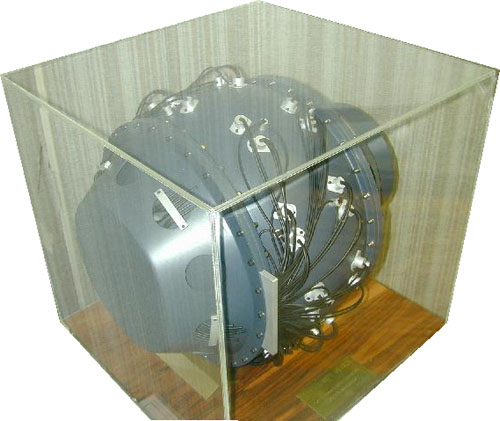
Modello di "The Gadget".

I primi tentativi di realizzare una bomba nucleare risalgono al 1939 ma non fu prima del 1942 che tali studi si poterono concretizzare in un unico programma di sviluppo sotto il controllo dell'esercito statunitense nell'ambito del progetto Manhattan. All'interno di questo progetto furono quindi coinvolte alcune delle più prestigiose istituzioni degli Stati Uniti, anche se lo sviluppo vero e proprio del sistema d'arma ebbe luogo presso i laboratori di Los Alamos nel Nuovo Messico settentrionale. Ciò nonostante, a causa delle dimensioni di questo progetto, parte del lavoro di ricerca e produzione del materiale fissile dovette essere effettuato presso altri stabilimenti sempre situati all'interno dei confini degli Stati Uniti. Così ad esempio l'arricchimento dell'uranio venne effettuato a Oak Ridge nel Tennessee, mentre la produzione del plutonio ebbe luogo a Hanford nello Stato di Washington, nei pressi di Chicago in Illinois e presso la prestigiosa università di Berkeley in California.
Al contempo parte dei ricercatori concentrò il proprio lavoro nello sviluppo e nella ricerca di metodi efficaci su come riuscire a ottenere una reazione a catena incontrollata, al fine di ottenere un'esplosione quanto più potente ed efficiente. Alcune ricerche condotte negli anni precedenti avevano infatti evidenziato che alcuni isotopi di uranio e plutonio riuscivano a dare luogo a una reazione a catena in grado di autosostenersi, purché vi fosse a disposizione una sufficiente quantità di materiale fissile mantenuto in uno stato supercritico abbastanza a lungo. Tuttavia, vi erano diversi ordini di difficoltà da superare per reperire il materiale fissile e progettare una bomba. L'uranio è presente in natura ma solo il raro isotopo 235 si dimostrò fissile da neutroni lenti (l'uranio naturale ne contiene solo lo 0,7%). Se da un lato la separazione di uranio-235 a partire da quello naturale era possibile sfruttando tecnologie già disponibili a partire dalla metà degli anni trenta, una produzione delle quantità necessarie a una bomba sarebbe risultata dal punto di vista delle risorse necessarie particolarmente onerosa. Peraltro, all'epoca erano noti almeno tre processi di separazione, ma non era chiaro quale sarebbe risultato il più economico ed efficiente quando applicato su larga scala.
Viceversa la produzione di plutonio-239 necessitava di tecnologie completamente nuove. Il plutonio è un elemento transuranico pressoché inesistente in natura, ma poteva essere prodotto in un reattore nucleare per irraggiamento di uranio naturale con neutroni. Pertanto la sua produzione su scala industriale apparve più promettente. D'altronde già la realizzazione del primo reattore nucleare nel 1942 condotta sotto la supervisione di Enrico Fermi aveva non solo dimostrato la possibilità di condurre un processo di fissione nucleare controllata, ma anche la realizzabilità di un tale impianto. Di conseguenza scienziati e vertici militari presero in considerazione lo sviluppo e la realizzazione in contemporanea di due tipologie di armi nucleari, una con nocciolo di uranio 235 e una di plutonio.

## La bomba al plutonio

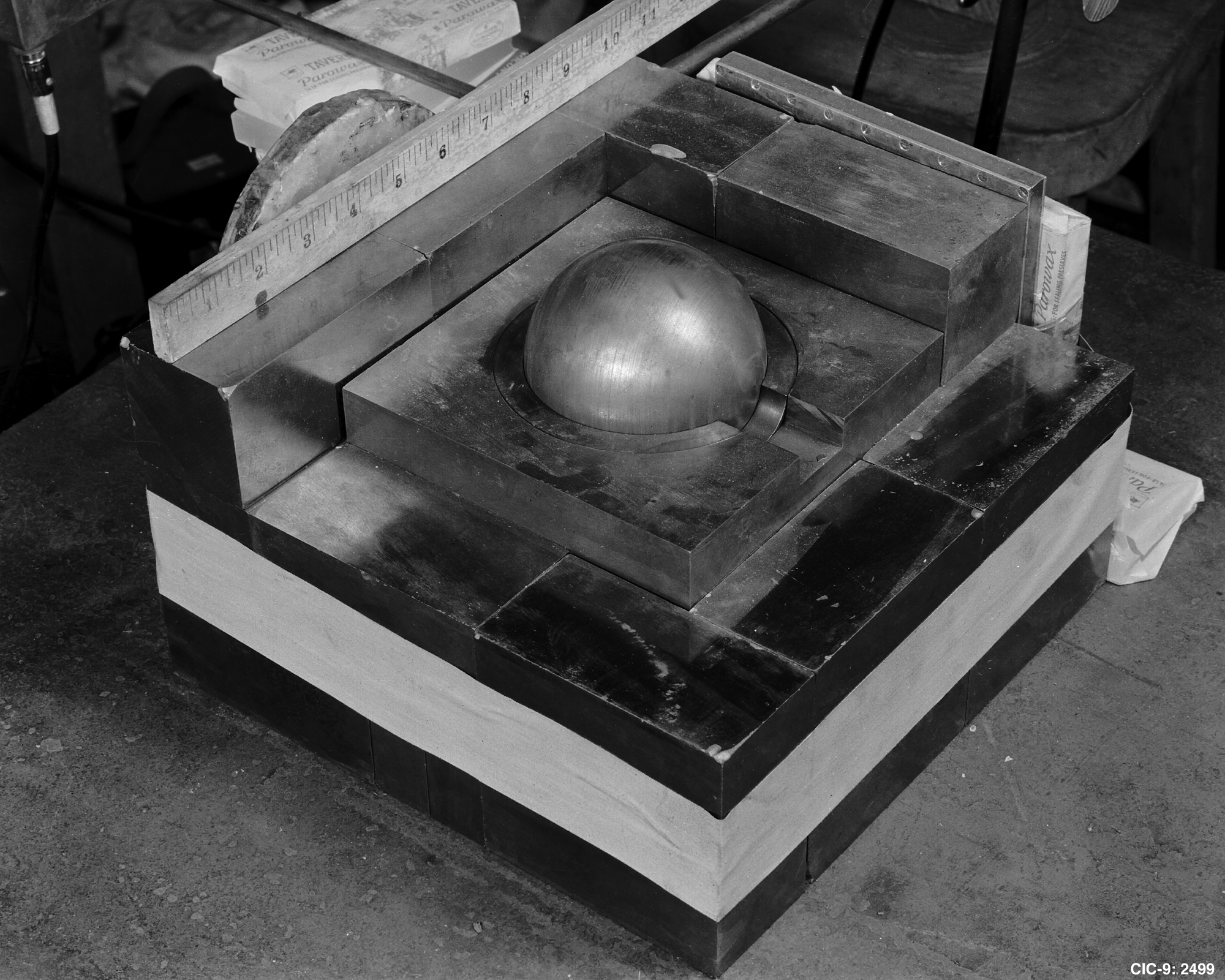
Una sfera di plutonio simile a quella utilizzata per "The Gadget".

Analogamente a quanto si era fatto per la bomba contenente l'uranio, si era inizialmente pensato di sviluppare una bomba con metodo di innesco di tipo "balistico" o "a cannone" anche detto "gun type" denominata "Thin Man". Il suo sviluppo però fu interrotto quando nel 1943 Emilio Segrè scoprì che, mentre le prime quantità di plutonio prodotto dal ciclotrone di Berkeley erano composte dall'isotopo 239 sufficientemente puro, il reattore nucleare dell'impianto di Hanford produceva plutonio-239 contenente impurezze di plutonio-240. La presenza di plutonio-240 miscelato al plutonio-239 avrebbe infatti reso una bomba "a cannone" molto instabile e pericolosa dato che il tasso di fissione spontanea del materiale nucleare sarebbe stato troppo elevato. I calcoli rivelarono pertanto che la bomba sarebbe esplosa precocemente e con molta inefficienza, sviluppando una frazione dell'energia che avrebbe dovuto liberare nell'esplosione. Allo stesso tempo, anche l'eventualità di separare i due isotopi di plutonio con un procedimento di diffusione gassosa simile a quello che veniva utilizzato per arricchire l'uranio presso l'Oak Ridge National Laboratory del Tennessee fu rigettato in quanto troppo oneroso.
Si decise pertanto di ideare una bomba dove il plutonio raggiungeva la massa critica tramite un'implosione. Di conseguenza, la progettazione di un meccanismo per l'implosione fu al centro degli sforzi dei fisici del Los Alamos National Laboratory mentre per la produzione e purificazione del plutonio presso l'impianto di Hanford si utilizzarono tecniche sviluppate in parte da Glenn Seaborg.

## L'ordigno
La testata dell'arma era composta dal cosiddetto "Christy Gadget", ossia il vero e proprio ordigno nucleare, composto da due semisfere di plutonio di circa dieci centimetri di diametro costituite da poco meno di otto chilogrammi di plutonio contenente per il 96% isotopi di plutonio-239. A sua volta questa sfera era circondata da un involucro di uranio-238 e da circa 2 250 chilogrammi di esplosivo convenzionale di due tipologie diverse, una a detonazione lenta e una a detonazione veloce, a formare una lente esplosiva, capaci di produrre un incremento di densità del nocciolo perfettamente simmetrico, tale da renderlo pari a cinque masse critiche. Infine il numero complessivo di detonatori a filo esplodente posti sulla sua superficie esterna era di trentadue.

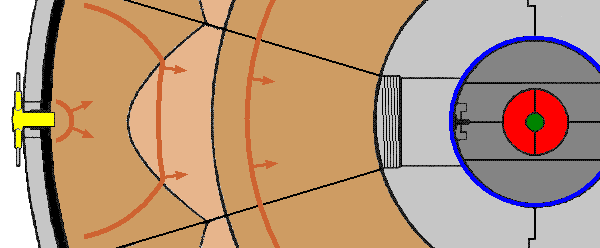
Sezione del "Christy Gadget".

Nell'immagine viene mostrata una sezione del "Christy Gadget" i cui elementi sono, dall'esterno verso l'interno:
- intelaiatura di Dural del diametro di 140 centimetri;
- detonatore a filo esplodente;
- esplosivo veloce Composition B, composto da RDX per il 59,5%, da TNT per il 38,5% e cera di paraffina per 1%;
- esplosivo lento (Baratol);
- esplosivo veloce, amplificatore;
- alluminio–boro "convogliatore": assorbe i neutroni esterni e convoglia l'onda d'urto;
- rivestimento di uranio che riflette i neutroni e svolge una funzione di contenimento inerziale in modo da migliorare l'efficienza dell'ordigno, riducendo il materiale fissile necessario;
- il nucleo (o nocciolo) di materiale fissile composto per il 96% dall'isotopo plutonio-239 e per l'1% dall'isotopo plutonio-240, il restante 3% è costituito da una lega di gallio che funge da "collante";
- interstizio pieno d'aria;
- l'iniziatore modulare di neutroni composto da berillio e polonio-210, che funge da sorgente di neutroni.

## Il Trinity test

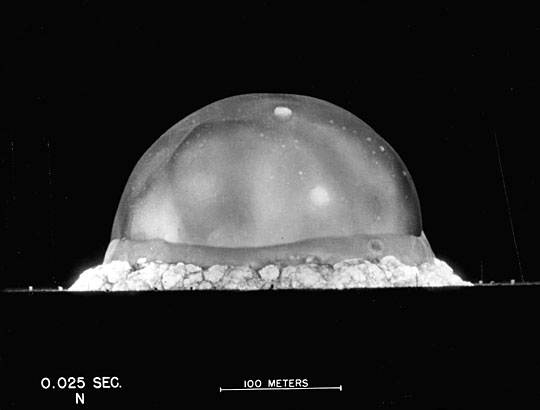
La fase iniziale dell'esplosione atomica del Trinity test.

Dato il complesso meccanismo di innesco di questo tipo di bomba, dovuta alla necessità di una elevata sincronizzazione delle detonazioni degli esplosivi convenzionali, si ritenne necessario effettuare una prova prima di un suo utilizzo per fini bellici. Per la prima detonazione nucleare della storia venne quindi scelto il nome in codice "Trinity" (in italiano "Trinità").
Nel marzo del 1944 la pianificazione del test fu assegnata al professore Kenneth Bainbridge, docente presso l'università di Harvard. A Bainbridge spettò assieme a George Kistiakowsky il compito di individuare un sito adatto a effettuare un test ritenuto ad alto rischio che potesse garantire al contempo sia un elevato livello di segretezza sia i margini di sicurezza necessari per effettuare una detonazione di elevata potenza. Dopo un'attenta analisi e dopo aver scartato come possibili siti per un test San Nicolas Island, Padre Island e la San Luis Valley, la scelta del sito cadde su una zona a nord del White Sands Missile Range, una base militare vicina a Alamogordo nel Nuovo Messico. La località esatta (33°40′30″N 106°28′30″W) è situata nel deserto di Jornada del Muerto, a 56 chilometri a sud-est della città di Socorro, tra Carrizozo e la unincorporated area di San Antonio.
"The Gadget" venne fatta quindi detonare alle 05:29:45 (ora locale) del 16 luglio 1945 alla presenza della maggior parte degli scienziati e dei militari coinvolti. L'evento fu osservato da un campo base posto sedici chilometri a sud-est della torre utilizzata per il test. La bomba esplose secondo le previsioni, con una potenza di 19-21 chilotoni e un rendimento dalle due alle quattro volte superiore a quello inizialmente previsto. Sul sito del test, in seguito all'esplosione, si formò un residuo vetroso al quale, una volta rinvenuto, venne dato il nome di "trinitite" (altrimenti noto come "vetro di Alamogordo" oppure "atomite"). Il Trinity test è unanimemente considerato come il momento in cui "il genio è uscito dalla bottiglia", dando così inizio all'era degli armamenti nucleari.

## Gli esiti del test

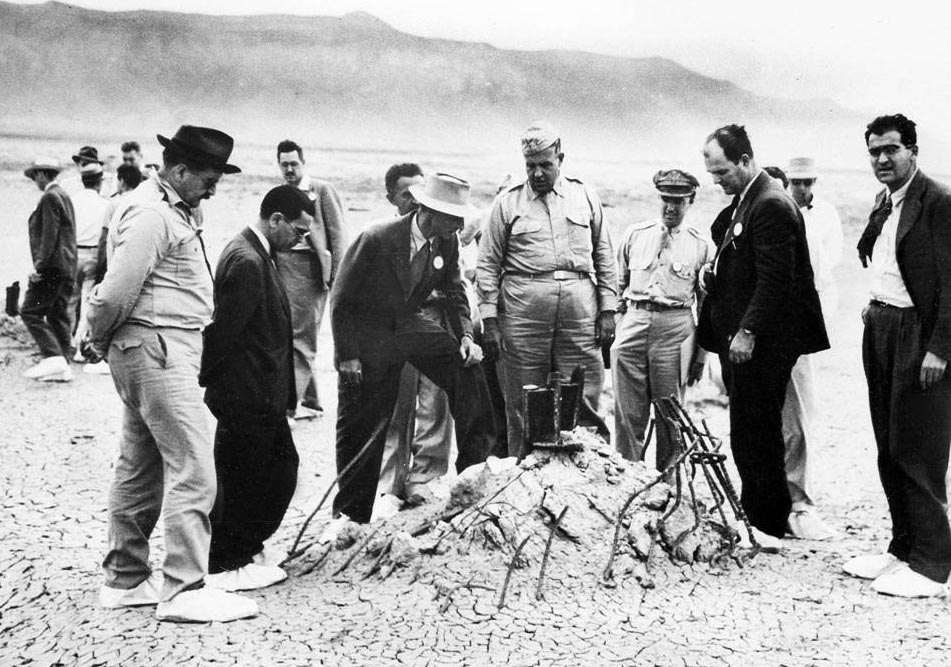
Al centro da sinistra verso destra Gen. Leslie R. Groves e Robert Oppenheimer mentre ispezionano alcune settimane dopo il test i resti di un plinto su cui appoggiava la torre con The Gadget

Il rapporto ufficiale sul Trinity Test fu stilato dal generale Farrell il quale riportò che l'esplosione causò un bagliore paragonabile a una frazione della luce emessa dal sole a mezzogiorno. Nonostante la segretezza del test alcune persone divennero casualmente testimoni di questa esplosione. Così ad esempio il giorno seguente i giornali locali del Nuovo Messico riportarono che un ranger in servizio a circa 240 km dal luogo dell'esplosione avrebbe visto un intenso lampo di luce in lontananza seguito da una forte esplosione riconoscibile dal forte boato mentre all'orizzonte si alzava una nube nera. Sempre quella stessa mattina anche John R. Lugo, un pilota della Marina in volo da Albuquerque verso la costa occidentale degli Stati Uniti, informò il controllo del traffico aereo di aver appena visto un'enorme esplosione a sud. Seppur il controllo aereo non lo avesse informato sul test in corso, gli fu comunque ordinato di non dirigersi verso sud. In seguito a questi e altri avvistamenti dell'esplosione la Alamogordo Air Base decise di rilasciare una dichiarazione stampa nella quale si informava la popolazione che la causa di tale esplosione era dovuta a un incidente avvenuto in un deposito d'armi, nel corso del quale però non vi sono stati morti o feriti. La segretezza del progetto Manhattan vietava la diffusione di informazioni sullo sviluppo di questo sistema d'arma, almeno fino a quando l'arma non fosse stata impiegata per la prima volta in un teatro bellico.
Gli esiti del test furono infine comunicati anche al presidente Truman il 16 luglio. All'epoca Truman si trovava alla Conferenza di Potsdam. Per evitare che informazioni potessero trapelare, fu informato utilizzando un messaggio in codice che recitava:"Operated this morning. Diagnosis not complete but results seem satisfactory and already exceed expectations... Dr. Groves pleased" (Operato stamani. Diagnosi non completa ma risultati appaiono soddisfacenti e in ogni caso oltre le aspettative. Dr. Groves soddisfatto). Informazioni sul Trinity test vennero infine rese pubbliche solo dopo il bombardamento di Hiroshima tramite il cosiddetto Smyth Report che divulgò alcune informazioni sul test. La prima immagine della detonazione fu invece pubblicata dalla Princeton University all'interno di una pubblicazione che conteneva una fotografia della sfera di fuoco che l'esplosione aveva generato.

## Il sito oggi

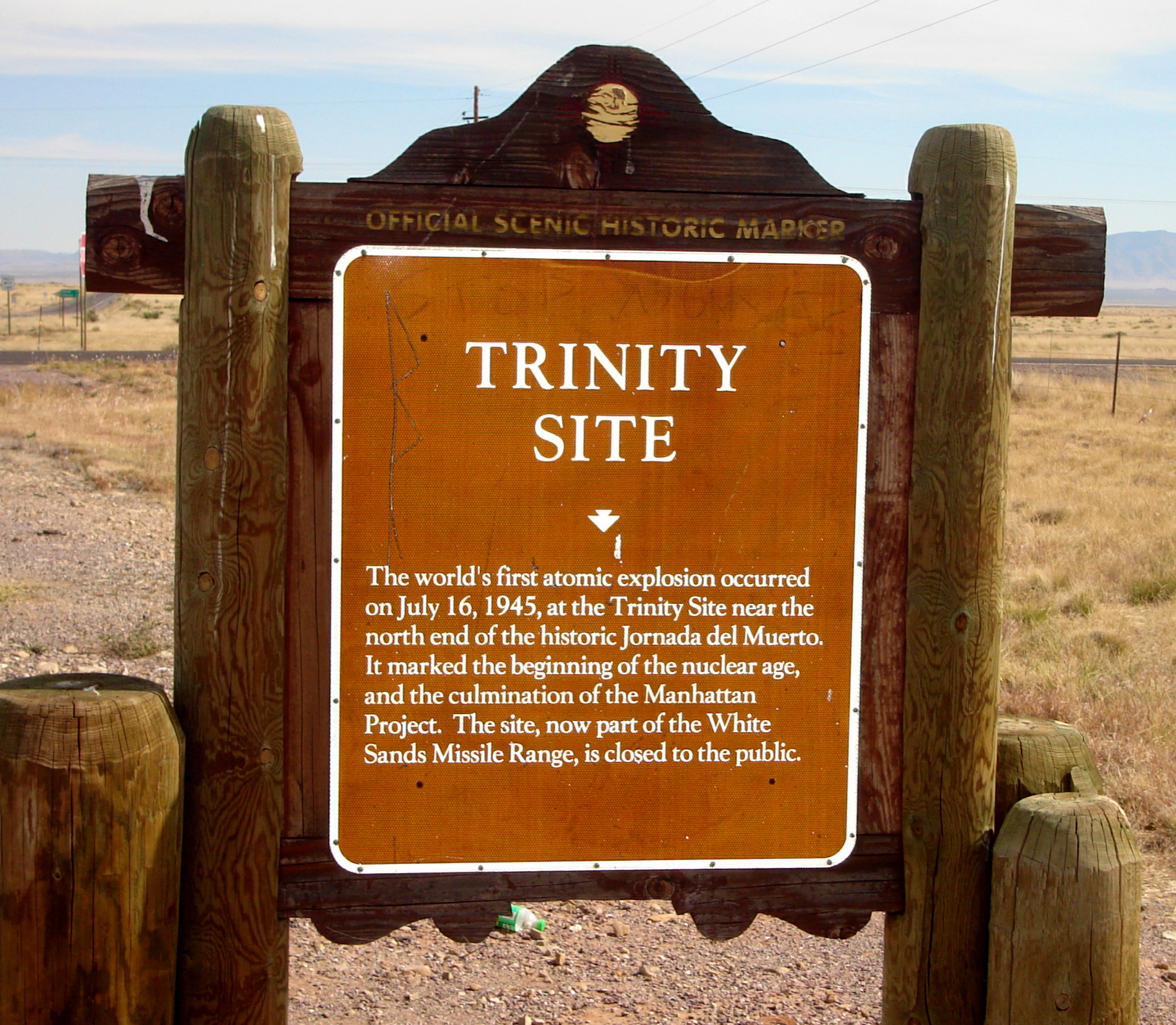
Trinity Site Historical Marker

Nel 1952 il sito dell'esplosione fu decontaminato rimuovendo la sabbia vetrificata anche nota come trinitite che si era formata in seguito all'elevata temperatura dovuta all'esplosione sulla superficie del terreno. Il 21 dicembre 1965 il sito fu dichiarato National Historic Landmark, ponendo quindi questo luogo sotto tutela. Il complesso posto sotto tutela comprende il campo base nel quale furono alloggiati gli scienziati, ground zero e il McDonald Ranch House dove invece fu assemblata la testata. Anche uno dei bunker costruiti per la strumentazione è ancora visibile.
I primi 650 visitatori ebbero occasione di visitare il sito nel 1953 e da allora il sito apre al pubblico due volte l'anno, il primo sabato d'aprile e il primo sabato d'ottobre. Il livello di radiazioni della zona, a distanza di oltre settanta'anni, risulta maggiore del normale, anche se la dose alla quale si espongono i visitatori durante una visita di un'ora è circa la metà della dose giornaliera di radiazioni alla quale una persona adulta è esposta nel corso di una giornata. Il punto esatto dell'esplosione è segnalato da un monumento di roccia vulcanica alto 3,65 metri.